# Deion Sanders
Pour les articles homonymes, voir Sanders.
Ne doit pas être confondu avec Shedeur Sanders.
College Football Hall of Fame 2011
Pro Football Hall of Fame 2011
(en) Statistiques sur pro-football-reference
Deion Luwynn Sanders, né le 9 août 1967 à Fort Myers en Floride, est un entraîneur américain de football américain. En tant que joueur, il a évolué au poste de cornerback en National Football League et un ancien joueur de champ extérieur en Ligue majeure de baseball.
Il joue au football américain de 1989 à 2005 pour les Falcons d'Atlanta, les 49ers de San Francisco, les Cowboys de Dallas, les Redskins de Washington et les Ravens de Baltimore, et au baseball plusieurs saisons entre 1989 et 1995 pour les Yankees de New York, les Braves d'Atlanta, les Reds de Cincinnati et les Giants de San Francisco.
Copropriétaire d'une franchise d'Arena Football League jusqu'en 2008, il fut également analyste sportif pour le NFL Network, faisant également des émissions télévisées et de la musique. En 2011, il est intronisé au Pro Football Hall of Fame.
En 2022, il signe avec les Buffaloes du Colorado, évoluant dans la Division I FBS de NCAA. Il occupera le poste d'entraîneur principal du programme de football américain à partir de la saison 2023.

## Biographie
Deion Sanders effectue sa carrière universitaire dans les Florida State Seminoles de l'Université de l'État de Floride où il est un athlète reconnu en football américain, baseball et athlétisme. Il est notamment le vainqueur du Jim Thorpe Award en 1988.
Intéressé et ayant les capacités physiques pour le faire, il est un professionnel reconnu en football américain et en baseball. Il est d'ailleurs la seule personne à avoir participé au Super Bowl et aux World Series.

### Baseball
Sanders, un joueur des Seminoles de l'université d'État de Floride, est repêché en 1985 au 6e tour de sélection par les Royals de Kansas City mais ne signe pas avec eux. S'il avait rejoint cette franchise, il aurait pu jouer avec Bo Jackson, un autre joueur célèbre pour avoir eu une carrière dans deux sports majeurs.
Il est de nouveau repêché en 1988 par les Yankees de New York, qui le réclament au 30e tour de sélection, la même année où il est repêché pour le football américain.
Il joue pour les franchises des Yankees de New York (1989-1990), des Braves d'Atlanta (1991-1994), des Reds de Cincinnati (1994-1995, 1997, 2001) et des Giants de San Francisco (1995).
En 641 matchs joués sur 9 saisons dans le baseball majeur, Sanders compte 558 coups sûrs, 39 circuits, 168 points produits, 308 points marqués et 186 buts volés en 249 tentatives. Sa moyenne au bâton se chiffre à ,263 et sa moyenne de présence sur les buts à ,319. Il mène les majeures pour les triples avec 14 au cours de la saison 1992 avec Atlanta. Il se consacre uniquement au football sans jouer au baseball en 1996, 1998 et 1999, alors que sa saison 2000 n'est jouée que dans les mineures avec les RiverBats de Louisville, le club-école des Reds de Cincinnati.

### Football américain

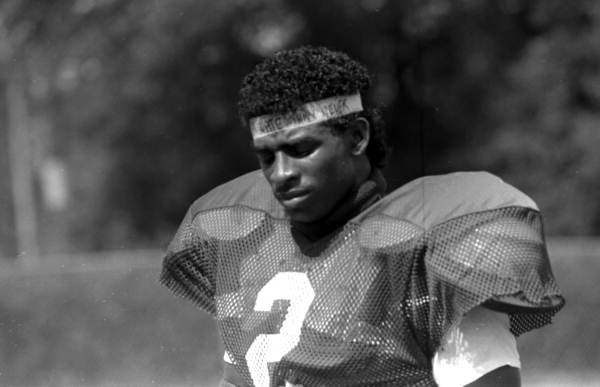
Sanders jouant à l'université d'État de Floride.

#### Falcons d'Atlanta
Deion est repêché en 1989 à la 5e place (premier tour) par les Falcons d'Atlanta où il joue jusqu'en 1993. Jouant cornerback, il évolue aussi en tant que kick returner. Mais isolé chez les Falcons dans une équipe peu compétitive, il signe chez les 49ers après cinq saisons.

#### 49ers de San Francisco
Avec les 49ers de San Francisco, il remporte le Super Bowl XXIX (saison NFL 1994, joué en 1995) aux côtés de Steve Young, Ken Norton et Jerry Rice mais une dispute avec ce dernier l'encourage à changer d'équipe après seulement une saison.

#### Cowboys de Dallas
En 1995, il signe alors avec les Cowboys de Dallas, refusant une offre plus intéressante des Raiders d'Oakland, parce que son ami Michael Irvin y était également. Il remporte avec cette équipe le Super Bowl XXX (saison NFL 1995, joué en 1996), soit deux Super Bowl consécutivement.
Avec ces deux signatures en 1994 et 1995, il a un tel impact positif sur ces équipes qu'il est généralement considéré comme la meilleure signature d'agent libre ces deux années.

#### Redskins de Washington
En 1999, après cinq saisons à Dallas, il signe chez les Redskins de Washington, puis annonce sa retraite sportive à la fin de la saison.

#### Ravens de Baltimore
En septembre 2004, Deion Sanders sort de sa retraite et signe un contrat d'une saison avec les Ravens de Baltimore. L'entraîneur des Ravens Brian Billick souhaite en faire son cinquième arrière défensif dans un effectif dans lequel Sanders côtoie entre autres Ray Lewis.

### Entraineur
En 2012, en parallèle de son rôle d'analyste pour la NFL, Sanders devient l'entraîneur principal de la Prime Prep Academy dont il est l'un des cofondateurs. En 2015, Deion s'engage avec la Triple A Academy. En 2017, il devient le coordinateur offensif de la Trinity Christian High School. En 2020, il est alors engagé chez Tigers de Jackson State en NCAA FCS. En 2022, Deion Sanders devient l'entraineur principal des Buffaloes du Colorado dans la NCAA Division I FBS, l'élite universitaire.

### Postérité
Il est sélectionné huit fois au Pro Bowl (1991, 1992, 1993, 1994, 1996, 1997, 1998 et 1999). Désigné par les votants du Pro Football Hall of Fame, il fait partie de l'équipe NFL de la décennie 1990 et a intégré ce temple de la renommée en 2011.
En 1996, un jeu vidéo à son nom est édité : Prime Time NFL Football starring Deion Sanders. Joueur très extraverti, il est notable pour ses déclarations à la presse et ses danses après avoir marqué un touchdown.
En 1996, dans un match contre les Eagles de Philadelphie, il marque un touché à la course. Il devient ainsi l'un des rares joueurs avec Bill Dudley à avoir marqué de six façons différentes un touché (à la suite d'une interception, un retour de dégagement, un retour de botté d'envoi, une réception, une course et une échappée récupérée).
En 2011, il est également le seul joueur à avoir fait une réception et une interception au Super Bowl (passe de Troy Aikman lors du Super Bowl XXX et interception sur Gale Gilbert lors du Super Bowl XXIX).
Le 11 octobre 1992, il joue un match de football américain contre les Dolphins de Miami puis se rend à Pittsburgh pour jouer un match de baseball contre les Pirates de Pittsburgh. Bien qu'il ne joue pas cette rencontre car il est remplaçant, il est aligné lors du match. Cette particularité fait de lui le seul sportif à avoir joué un match en NFL et en MLB le même jour.

### Musique
En 1995, Deion sort un album de R'n'B intitulé Prime Time, puis en 2005 un album de remixes nommé The Encore Remix.
Il a également fait un duo avec le rappeur MC Hammer sur le titre Staight To My Feet qui fait partie de la bande originale du film Street Fighter avec Jean-Claude Van Damme.

### Reconversion
Après sa nouvelle retraite, il devient analyste sportif pour le NFL Network et copropriétaire des Austin Wranglers, une franchise d'Arena Football League. Il a également participé en 2008 à une émission de télé réalité intitulé Deion & Pilar: Prime Time Love, avec sa seconde femme Pilar Biggers. Il participe dans l'émission Star VS Wild avec Bear Grylls.

### Vie privée
Deion est le père de Shedeur Sanders et Shilo Sanders (en).